# ヒステリア (2011年の映画)
『ヒステリア』（Hysteria）は2011年のイギリス・フランス・ドイツ・ルクセンブルクのロマンティック・コメディ映画。
監督はターニャ・ウェクスラー、出演はヒュー・ダンシーとマギー・ジレンホールなど。
「大人のおもちゃ」として知られる電動バイブレーターが19世紀末に女性のヒステリーを治療するために発明された医療器具だったという実話をベースに、1人の青年医師の発明と恋愛をめぐる珍騒動を描いている。
2011年9月に開催された第36回トロント国際映画祭で初上映された。

## ストーリー
19世紀末、ヴィクトリア朝のイギリス・ロンドンで働く青年医師モーティマーは、科学的な先進医療を積極的に取り入れようとしていたが、迷信がまかり通る当時の医学界では煙たがられるだけで、職場を転々とせざるをえない日々を送っていた。そんな彼はふとしたことからダリンプル医師のクリニックで助手として住み込みで働くことになる。ダリンプル医師は女性医療の第一人者で、独自の「マッサージ治療」を用いてヒステリーに悩む多くの女性たちを治療し、評判を呼んでいた。若い美男のモーティマーを目当てにした女性患者が増えたクリニックはますます評判となる。そんな中、モーティマーはダリンプル医師の貞淑で聡明な次女エミリーと互いに惹かれ合うが、エミリーの姉で女性の自立と解放を目指している進歩的な女性シャーロットに、ぶつかり合いながらも、次第に惹かれて行く。ところが、働き過ぎたモーティマーは腱鞘炎となって治療ができなくなったためにクリニックをクビになってしまう。傷心のモーティマーだったが、裕福な発明家の親友エドモントの協力によって電動のマッサージ器を開発し、ダリンプル医師のクリニックに持ち込む。モーティマーは職場に復帰し、クリニックは更に評判となる。
モーティマーとエミリーの婚約を祝うパーティが開かれる。ところがそこに現れたシャーロットが、運営している貧しい人たちのためのシェルターの土地をめぐる騒動のはずみで、警官を殴り倒してしまったために逮捕される。彼女の裁判が行なわれ、シャーロットは女性の権利を主張、更に証人としてモーティマーが彼女を擁護する。これに多くの人々が感銘を受け、自分たちが古い価値観に縛られていたことに気付く。こうしてモーティマーとシャーロットは互いに生涯のパートナーであることに気付く。

## キャスト
- モーティマー・グランヴィル: ヒュー・ダンシー - 美男の青年医師。
- シャーロット・ダリンプル: マギー・ジレンホール - 女性の自立と解放を目指している活動家。
- ロバート・ダリンプル: ジョナサン・プライス - 女性医療の第一人者の医師。シャーロットの父。
- エミリー・ダリンプル: フェリシティ・ジョーンズ - ロバートの娘。シャーロットの妹。
- エドモント・セント・ジョンスミス: ルパート・エヴェレット - モーティマーの親友で発明家。
- セント・ジョンスミス婦人: ジェマ・ジョーンズ

## 歴史的背景
この映画は、歴史家のレイチェル・メインズの1999年の著書『ヴァイブレーターの文化史（The Technology of Orgasm）』に基づいている。しかし、後の研究では、電動バイブレーターが女性のヒステリーを治療するために発明された医療器具だったという説に対して疑問が呈されている。

## 作品の評価
Rotten Tomatoesによれば、批評家の一致した見解は「『ヒステリア』は面白い題材を扱っているが、その目配せするような、何となく嫌味なトーンは本作にとって何の得にもなっていない。」であり、134件の評論のうち高評価は59%にあたる79件で、平均点は10点満点中5.80点となっている。
Metacriticによれば、33件の評論のうち、高評価は14件、賛否混在は17件、低評価は2件で、平均点は100点満点中53点となっている。